# Øst for paradis (film)
 For alternative betydninger, se Øst for paradis. (Se også artikler, som begynder med Øst for paradis)
Øst for paradis (originaltitel: East of Eden) er en film fra 1955 instrueret af Elia Kazan med James Dean i hovedrollen. Filmen er baseret på John Steinbecks roman af samme navn. Filmen, der bygger på sidste fjerdedel af romanen, lancerede James Dean som stjerne, og blev derved central for den nye ungdomskultur, der opstod i 50-erne.
| Priser                                           | Priser                              | Priser                                |
| ------------------------------------------------ | ----------------------------------- | ------------------------------------- |
| Foregående: I storbyens havn (On the Waterfront) | Golden Globe Award Bedste film 1955 | Efterfølgende: Jorden rundt i 80 dage |

## Eksterne Henvisninger
- Øst for paradis på Internet Movie Database (engelsk)
- Øst for paradis på Filmdatabasen
- Øst for paradis på Scope
- Øst for paradis i Svensk Filmdatabas (svensk)
- Øst for paradis på AlloCiné (fransk)
- Øst for paradis på MovieMeter (nederlandsk)
- Øst for paradis på AllMovie (engelsk)
- Øst for paradis hos American Film Institute (engelsk)
- Øst for paradis' profil hos Encyclopædia Britannica Online (engelsk)
- Øst for paradis på Turner Classic Movies (engelsk)